# Тодоровский, Пётр Ефимович
Пётр Ефи́мович Тодоро́вский (26 августа 1925, Бобринец, Зиновьевский округ — 24 мая 2013, Москва) — советский и российский кинорежиссёр, сценарист, кинооператор, кинокомпозитор и киноактёр. Народный артист РСФСР (1985), заслуженный деятель искусств Украинской ССР (1967), лауреат Государственной премии Российской Федерации (1996) и кинопремии «Ника» (1993, 2004). Номинант на кинопремию «Оскар» (1985) в категории «лучший фильм на иностранном языке» за фильм «Военно-полевой роман» (1983). Ветеран Великой Отечественной войны.

## Биография
Родился в городе Бобринце Украинской ССР в еврейской семье. Родители — Ефим Гильевич Тодоровский и Розалия Цалевна Островская. Окончил 9 классов средней школы.
В начале войны с родителями эвакуировался в Сталинград, работал с отцом разгрузчиком угля на электростанции. Из-за наступления немцев в ноябре 1941 года семье вновь пришлось бежать. Почти два года работал в колхозе «Песчаный Мар» (в простонародье — «Шишка») Новоузенского района Саратовской области.
В Красной армии с апреля 1943 года, с лета — курсант Саратовского военно-пехотного училища, с августа 1944 года — командир миномётного взвода во 2-м стрелковом батальоне 93-го стрелкового полка 76-й стрелковой дивизии, входившей в состав 47-й армии 1-го Белорусского фронта. Принимал участие в освобождении Варшавы, Быдгоща, Щецина и взятии Берлина. Закончил войну у Шёнхаузена на Эльбе. Был контужен в марте 1945 года.
После войны служил в военном гарнизоне Песочное под Костромой. После увольнения в запас работал на заводе стеклотары, брал уроки рисования и одновременно окончил десятый класс.
В 1949 году поступил на операторский факультет ВГИКа (мастерская Б. И. Волчека). По окончании в 1954 году работал на Кишинёвской киностудии хроникальных и документальных фильмов, снимал для киножурнала «Советская Молдавия», в игровом кино дебютировал фильмом «Молдавские напевы» (1955). С 1955 года около десяти лет работал на Одесской киностудии. Затем — на «Мосфильме».
В качестве актёра снялся в фильмах «Был месяц май» (1970), «Трясина» (1977). Композитор и автор песен к ряду фильмов. Импровизатор и аккомпаниатор игры на русской семиструнной гитаре. Аккомпанировал В. Высоцкому при записях его песен. Был художественным руководителем картины «Есть у меня друг» (1974).
В 2002—2007 годах совместно с Н. Б. Рязанцевой вёл режиссёрские мастерские на Высших курсах сценаристов и режиссеров.
Член ВКП(б) с 1945 года, член Союза кинематографистов СССР (Москва) и Союза кинематографистов России.

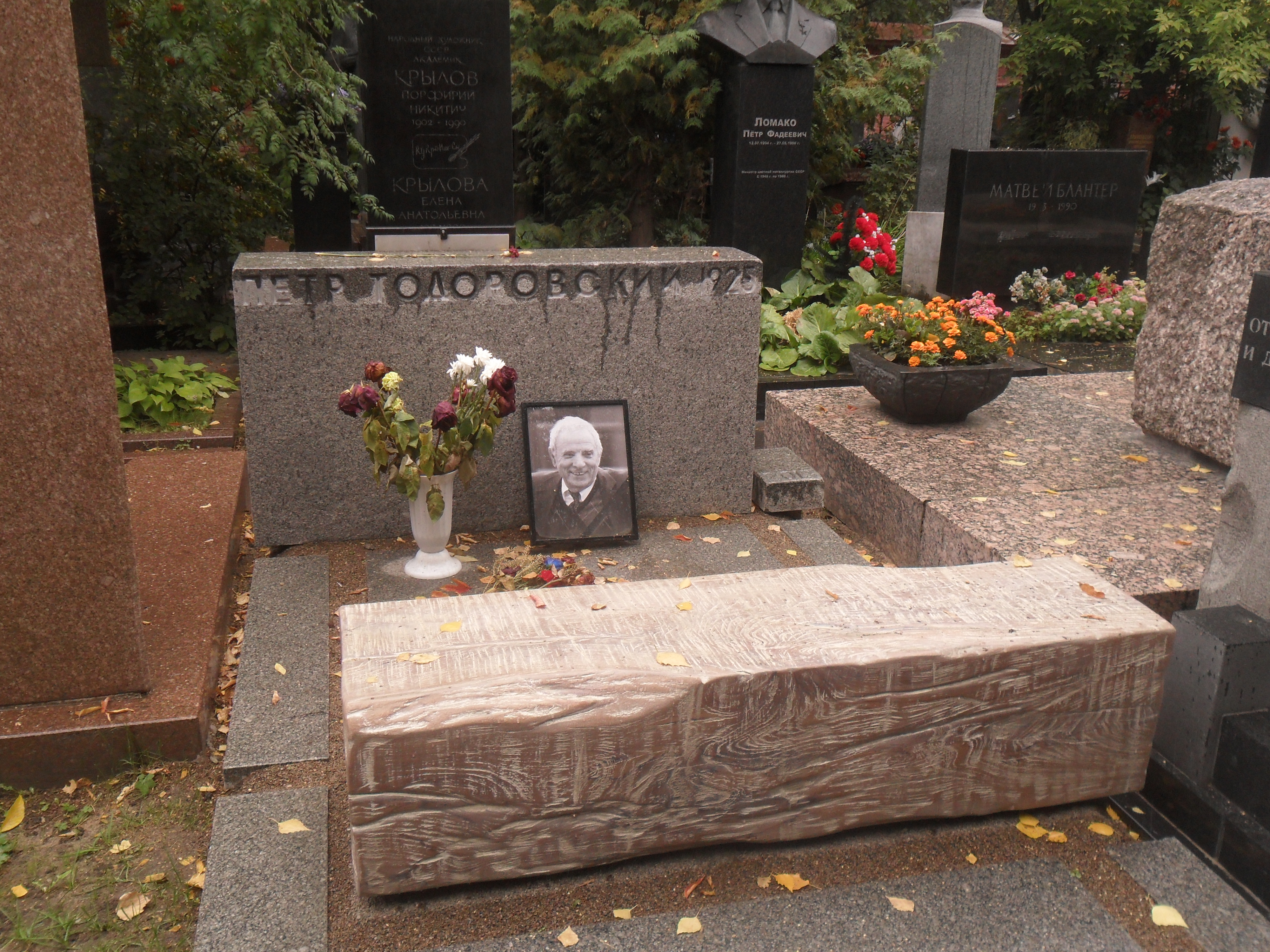
Могила П. Е. Тодоровского на Новодевичьем кладбище

29 апреля 2013 года Пётр Тодоровский перенёс сердечный приступ, после которого не смог оправиться.
Скончался 24 мая 2013 года в Москве на 88-м году жизни. Прощание с режиссёром прошло 28 мая в Большом зале Дома кино, похоронен на Новодевичьем кладбище.

## Семья
Первая жена — Надежда Илларионовна Чередниченко (1927—2019), актриса.
Вторая жена — Мира Григорьевна Тодоровская (урождённая Герман, род. 1933), продюсер. Сын — Валерий Тодоровский (род. 1962), кинорежиссёр, сценарист и продюсер. Внук — Пётр Тодоровский (род. 1986), кинорежиссёр, сценарист и продюсер.
Брат — Илья Тодоровский (1924—1942) погиб в боях под Ленинградом.

## Фильмография
| 1954 | киножурнал «Советская Молдавия» № 31 (спецвыпуск) |                           |                              | зелёная ✓                    |           |                                                  |
| 1955 | киножурнал «Советская Молдавия» № 1               |                           |                              | зелёная ✓                    |           |                                                  |
| 1955 | киножурнал «Советская Молдавия» (спецвыпуск)      |                           |                              | зелёная ✓                    |           |                                                  |
| 1955 | Молдавские напевы                                 |                           |                              | (совместно с Р. Василевским) |           |                                                  |
| 1956 | Весна на Заречной улице                           |                           |                              | (совместно с Р. Василевским) |           |                                                  |
| 1956 | Моя дочь                                          |                           |                              | зелёная ✓                    |           |                                                  |
| 1958 | Два Фёдора                                        |                           |                              | зелёная ✓                    |           |                                                  |
| 1959 | Жажда                                             |                           |                              | зелёная ✓                    |           |                                                  |
| 1960 | Сильнее урагана                                   |                           |                              |                              | зелёная ✓ |                                                  |
| 1962 | Никогда                                           | (совместно с В. Дьяченко) |                              | зелёная ✓                    |           |                                                  |
| 1965 | Верность                                          | зелёная ✓                 | (совместно с Б. Окуджавой)   |                              |           |                                                  |
| 1965 | Над нами Южный Крест                              |                           |                              |                              | зелёная ✓ |                                                  |
| 1967 | Фокусник                                          | зелёная ✓                 |                              |                              |           |                                                  |
| 1970 | Городской романс                                  | зелёная ✓                 | (совместно с Ф. Миронером)   |                              |           |                                                  |
| 1970 | Был месяц май                                     |                           |                              |                              |           | старший лейтенант Владимир Яковенко              |
| 1973 | Своя земля                                        | зелёная ✓                 |                              |                              |           |                                                  |
| 1976 | Последняя жертва                                  | зелёная ✓                 | (совместно с В. Зуевым)      |                              |           |                                                  |
| 1977 | Трясина                                           |                           |                              |                              |           | эпизод                                           |
| 1978 | В день праздника                                  | зелёная ✓                 | (совместно с В. Коноваловым) |                              |           |                                                  |
| 1981 | Любимая женщина механика Гаврилова                | зелёная ✓                 |                              |                              |           |                                                  |
| 1983 | Военно-полевой роман                              | зелёная ✓                 | зелёная ✓                    |                              | зелёная ✓ |                                                  |
| 1984 | Мои современники (документальный)                 |                           |                              |                              | зелёная ✓ |                                                  |
| 1986 | По главной улице с оркестром                      | зелёная ✓                 | (совместно с А. Буравским)   |                              | зелёная ✓ |                                                  |
| 1989 | Интердевочка                                      | зелёная ✓                 | (совместно с В. Куниным)     |                              | зелёная ✓ |                                                  |
| 1992 | Анкор, ещё анкор!                                 | зелёная ✓                 | зелёная ✓                    |                              | зелёная ✓ |                                                  |
| 1995 | Какая чудная игра                                 | зелёная ✓                 | зелёная ✓                    |                              | зелёная ✓ |                                                  |
| 1998 | Ретро втроём                                      | зелёная ✓                 | зелёная ✓                    |                              | зелёная ✓ |                                                  |
| 2001 | Жизнь забавами полна                              | зелёная ✓                 | зелёная ✓                    |                              | зелёная ✓ |                                                  |
| 2001 | Праздник                                          |                           |                              |                              | зелёная ✓ |                                                  |
| 2003 | В созвездии Быка                                  | зелёная ✓                 | (совместно с А. Буравским)   |                              | зелёная ✓ |                                                  |
| 2003 | Личная жизнь официальных людей                    |                           | зелёная ✓                    |                              | зелёная ✓ |                                                  |
| 2004 | Курсанты (телесериал)                             |                           |                              |                              |           | местный житель                                   |
| 2006 | Карнавальная ночь 2, или 50 лет спустя            |                           |                              |                              |           | гость на новогоднем вечере (камео; нет в титрах) |
| 2008 | Риорита                                           | зелёная ✓                 | зелёная ✓                    |                              | зелёная ✓ |                                                  |
| 2015 | В далёком сорок пятом... Встречи на Эльбе         |                           | зелёная ✓                    |                              | зелёная ✓ |                                                  |

## Награды и звания
Государственные награды

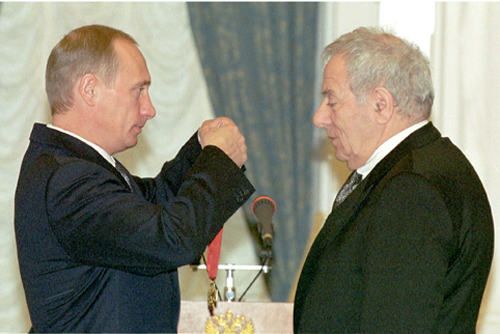
С Президентом России В. В. Путиным на вручении ордена «За заслуги перед Отечеством», 2000 год

- орден Отечественной войны II степени (20 марта 1945) — за образцовое выполнение боевых заданий командования на фронте борьбы с немецкими захватчиками и проявленные при этом доблесть и мужество[17];
- орден Отечественной войны I степени (7 мая 1945) — за образцовое выполнение боевых заданий командования на фронте борьбы с немецкими захватчиками и проявленные при этом доблесть и мужество[18];
- медаль «За освобождение Варшавы»[19];
- медаль «За взятие Берлина»[19];
- медаль «За победу над Германией в Великой Отечественной войне 1941—1945 гг.»[19];
- орден «Знак Почёта» (24 ноября 1960) — отмечая выдающиеся заслуги в развитии советской литературы и искусства и в связи с декадой украинской литературы и искусства в гор. Москве[20];
- заслуженный деятель искусств УССР (1967)[2];
- народный артист РСФСР (23 августа 1985) — за заслуги в развитии советского киноискусства[21];
- орден Отечественной войны I степени (21 февраля 1987) — за храбрость, стойкость и мужество, проявленные в борьбе с немецко-фашистскими захватчиками, и в ознаменование 40-летия победы советского народа в Великой Отечественной войне 1941—1945 годов[22];
- орден «За заслуги перед Отечеством» IV степени (11 августа 1995) — за заслуги перед государством и успехи, достигнутые в труде, большой вклад в укрепление дружбы и сотрудничества между народами[23];

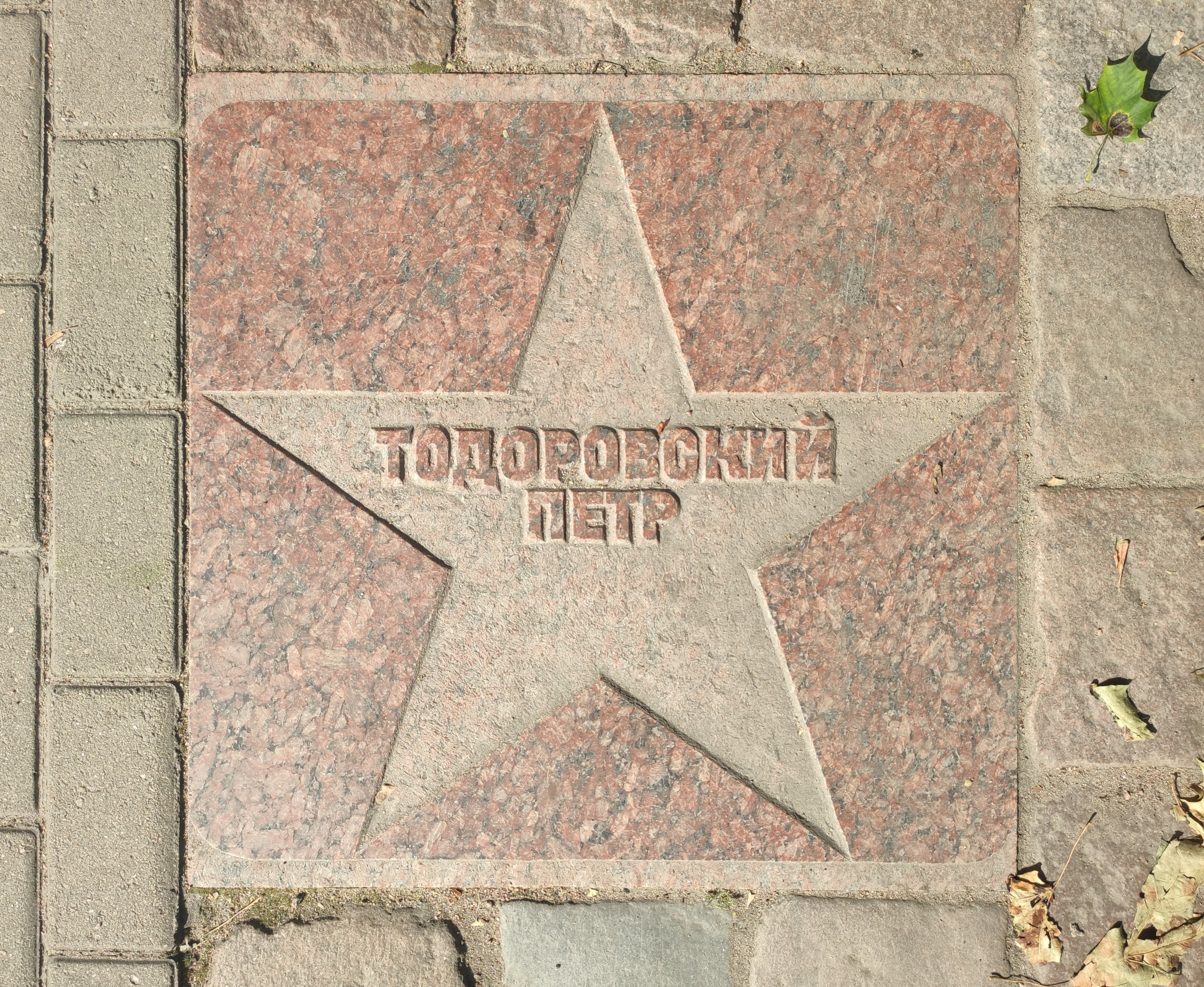
Звезда П. Тодоровского на Аллее актёрской славы в Выборге

- Государственная премия Российской Федерации в области литературы и искусства 1995 года (27 мая 1996) — за воплощение гуманистических идеалов в художественных фильмах последних лет[24];
- благодарность Президента Российской Федерации (11 июля 1996) — за активное участие в организации и проведении выборной кампании Президента Российской Федерации в 1996 году[25];
- орден «За заслуги перед Отечеством» III степени (26 августа 2000) — за большой личный вклад в развитие киноискусства[26];
- специальный приз Президента Российской Федерации «За выдающийся вклад в развитие российского кино» (12 июня 2000)[27]
- орден «За заслуги перед Отечеством» II степени (31 декабря 2005) — за выдающийся вклад в развитие отечественного кинематографа и многолетнюю творческую деятельность[28];

Другие награды, премии, поощрения и общественное признание;
- лауреат Всесоюзного кинофестиваля в номинации «Вторая премия за работу оператора» (1960);
- приз за лучший дебют на 26 Венецианском кинофестивале (фильм «Верность») (1965);
- кинопремия «Ника» в номинации «Лучший игровой фильм» («Анкор, ещё анкор!») (1993);
- главный приз «Большого конкурса» кинофестиваля «Кинотавр» (1993);
- приз за лучшую режиссуру («Какая чудная игра») кинофестиваля «Киношок» (1995);
- кинопремия «Золотой овен» («Какая чудная игра») (1995);
- кинопремия «Ника» в номинации «Честь и достоинство» (2004);
- премия «Человек года» в номинации «Человек-легенда» (2010, Федерация Еврейских общин России)[29].

## Память
- П. Тодоровский — один из героев документального фильма Владислава Виноградова «Мои современники» (1984);
- телевизионный сериал «Курсанты» (2004, режиссёр А. Кавун) по мотивам автобиографической повести П. Тодоровского «Вспоминай — не вспоминай. (Лучшие годы нашей жизни)»[30];
- «Петр Тодоровский. Жизнь забавами полна» (2010, режиссёр М. Роговой, «Первый канал») — документальный телефильм о творчестве режиссёра[31][32].